# 持明院家行
持明院 家行（じみょういん いえゆき）は、鎌倉時代前期の公卿。非参議・持明院基宗の次男。官位は正三位・権中納言。

## 経歴
養和元年11月（1182年1月）従五位下に叙爵し、文治2年12月（1187年1月）備後守に任ぜられる。この頃、兄・基能が早世し嫡男となり、建久4年（1193年）淡路守を務める。
建久6年（1195年）従五位上に叙せられる。建久7年（1196年）備後守、正治元年（1199年）には紀伊守に遷任。正治2年（1200年）侍従に任ぜられ、同年の春日祭の饗においては前駈を務めた。建仁4年（1204年）正五位下に叙せられる。元久2年（1205年）左近衛少将を務め、名を家能から家行に改めている。元久3年（1206年）従四位下に昇叙。承元5年（1211年）従四位上・左近衛中将に叙任され、建保2年（1214年）正四位下に進む。
建保6年（1218年）従三位に叙せられ公卿に列し、承久3年12月（1222年1月）参議に任ぜられる。承久4年（1222年）正三位・備後権守に叙任され、左衛門督・検非違使別当を兼帯。嘉禄元年（1255年）権中納言となる。
しかし、同年より腫物に悩まされ、左衛門督・検非違使別当を辞する。数箇月後には権中納言も辞退し、翌嘉禄2年（1226年）2月13日に出家、2日後の15日に薨去。享年52。

## 官歴
※以下、『公卿補任』の記載に従う。
- 養和元年11月30日（1182年1月6日）：従五位下に叙す（上西門院平治元年未給）。時に家能。後に家行と改む。
- 文治2年12月14日（1187年1月25日）：備後守に任ず。
- 建久4年（1193年）正月29日：淡路守に遷る（祖父基家卿申任之）。
- 建久6年（1195年）3月11日：従五位上に叙す（東大寺供養七条院院司賞）。
- 建久7年（1196年）正月28日：備後守に遷る。
- 正治元年（1199年）10月2日：紀伊守に任ず。
- 正治2年（1200年）
  - 正月22日：侍従に任じ、守を兼ぬ。
  - 2月3日：春日祭の饗の前駈を務む。
  - 10月26日：守を止む。
- 建仁4年（1204年）正月5日：正五位下に叙す（前皇后宮去仁安三年大嘗會御給）。
- 元久2年（1205年）正月29日：左近衛少将に任ず。家行に改む。
- 元久3年（1206年）正月17日：従四位下に叙す。少將如元。
- 承元5年（1211年）/建暦元年
  - 正月5日：従四位上に叙す（七条院当年御給）。
  - 11月3日：左近衛中将に任ず。
- 建保2年（1214年）正月13日：正四位下に叙す。
- 建保6年（1218年）12月9日：従三位に叙す。中將を去る。
- 承久3年12月12日（1222年1月25日）：参議に任ず。
- 承久4年（1222年）/貞応元年
  - 正月24日：備前権守を兼ぬ。
  - 8月2日：正三位に叙す（北白川院初入内賞）。
  - 12月22日（1223年1月25日）：左衛門督を兼ね、検非違使別當と為す。
- 貞応2年（1223年）5月：別當を辞す（依法皇御事）。月日：別當に還る。
- 嘉禄元年（1225年）
  - 7月6日：権中納言に任ず。左衛門督別當如元。
  - 11月19日：腫物の病に依り督別當を辞す。
  - 12月22日（1226年1月21日）：納言を辞す。
- 嘉禄2年（1226年）
  - 2月13日：出家す（飲水所労）。
  - 2月15日：薨ず。享年52。

## 系譜
- 父：持明院基宗
- 母：昌玄の娘[1]
- 妻：藤原定能の娘
  - 長男：持明院家定（?-1251）
  - 女子：別当典侍（?-?） - 後堀河天皇典侍
- 生母不明の子女
  - 次男：持明院基長（?-?）
  - 女子：藤原頼経室